# Роланд Холст, Адриан
Адриан Роланд Холст (нидерл. Adrianus (Adriaan) Roland Holst; 23 мая 1888, Амстердам — 5 августа 1976, Берген) — нидерландский поэт, прозаик и литературовед, впервые после основоположника нидерландской литературы Вонделя названный «Принцем поэтов». Его большое творческое наследие характеризуется оригинальным торжественным стилем, богатым на образы и символику.

## Биография
Адриан Холст родился 23 мая 1888 года в Амстердаме в семье комиссара страхования Адриана Роланда Холста и Марии Элизабет ван Тиен. В 1898 году семья Холстов переехала в Хилверсум, расположенный в престижной местности Эт-Хой, провинция Северная Голландия. Учился в средней школе Hilversum HBS, названной впоследствии в его честь. В 1906 году был вольнослушателем курсов истории и французского языка в Лозанне. С 1908 по 1911 год изучал кельтское искусство и филологию в Оксфорде.
В возрасте двадцати лет опубликовал первые стихи в литературном журнале «De XXste Eeuw». В 1911 дебютировал сборником стихов «Verzen». В последующих сборниках «De belijdenis van de stilte» и «Voorbij de wegen» его творчество уже достигло зрелости. В стихах Холста явственно видна романтическая страсть к мифологии и высокому одиночеству. В 1920 году им была написана поэтическая история в кельтском антураже, популярная и в наши дни — «Deirdre en de zonen van Usnach», впервые появившаяся в серии книг для библиофилов Palladium.
Много путешествовал по Европе, был в Южной Африке, где заинтересовался творчеством на языке африкаанс, близком к голландскому. Содействовал установлению литературных контактов.
После операции на почках, перенесённой в 1916 году, для скорейшего восстановления здоровья Адриан Холст совершал частые прогулки, особенно вдоль моря. В 1918 году одна из поездок привела Холста в курортный Берген, куда он окончательно переехал спустя три года.
Его дом в Бергене часто посещался писателями и поэтами. Многие знакомые Холста оставили заметный след в литературе, среди них Менно тер Браак, Якоб Блум, Эдгар дю Перрон, Ян Слауэрхоф, М.Васалис и Виктор ван Врисланд. Кроме того, он контактировал с художником Карелом Виллинком, который в 1948 году по заказу Министерства образования и науки написал его портрет.
С 1920 по 1934 год редактировал ведущий литературный журнал Голландии — «De Gids».
Был удостоен престижной Нидерландской литературной премии. В 1955 и 1961 году был номинирован на Нобелевскую премию. Творческую деятельность не оставлял и в преклонном возрасте, в 1974 году выпустил книгу литературных мемуаров.
Умер от осложнений, вызванных неудачным падением после вечера, проведённого в своём любимом ресторане «Het Huis met de Pilaren».

## Семья
Двоюродный брат — художник Ричард Роланд Холст, женившийся в 1896 году на поэтессе и писательнице, участнице социал-демократического и коммунистического движения Генриетте Роланд Холст. В кругу семьи и друзей Адриан был известен как «Яни». Братья поддерживали тесную связь всю свою жизнь.

## Работы
«Зимние сумерки» 
Фрагмент из Холста, пер. Е. Витковского.

Золотистых берегов полуокружье,

голубой, непотемневший небосвод,

белых чаек нескончаемый полет,

что вскипает и бурлит в надводной стуже, —

чайки кружатся, не ведая границ,

словно снег над растревоженной пучиной.

Разве веровал я прежде хоть единой

песне так, как верю песне белых птиц?

Их все меньше, и нисходят в мир бескрайний

драгоценные минуты тишины,

я бегу вдоль набегающей волны

прочь от вечности, от одинокой тайны.
| - 1911 — Verzen - 1913 — De belijdenis van de stilte - 1920 — Deirdre en de zonen van Usnach - 1920 — Voorbij de wegen - 1925 — De afspraak - 1925 — De wilde kim - 1926 — Ex tenebris mundi: gedichten - 1926 — Over den dichter Leopold - 1928 — Het Elysisch verlangen (gevolgd door De zeetocht van Ban) - 1928 — Shelley, een afscheid - 1932 — Tusschen vuur en maan - 1936 — De pooltocht der verbeelding - 1936 — Voorteekens - 1937 — Een winter aan zee - 1938 — Uit zelfbehoud - 1940 — In memoriam Charles Edgar du Perron en Menno ter Braak - 1940 — Onderweg - 1943 — Voor West-Europa - 1945 — Een winterdageraad - 1945 — Eigen achtergronden | - 1946 — In memoriam Herman Gorter - 1946 — Sirenische kunst - 1947 — De twee planeten - 1947 — Tegen de wereld - 1948 — In ballingschap - 1948 — Van erts tot arend - 1950 — Swordplay wordplay - 1951 — De dood van Cuchulainn van Murhevna - 1951 — Woest en moe - 1957 — Bezielde dorpen - 1958 — In gevaar - 1960 — Omtrent de grens - 1962 — Onder koude wolken - 1966 — Aan prinses Beatrix - 1967 — Kort - 1967 — Uitersten - 1968 — Vuur in sneeuw - 1970 — Met losse teugel - 1971 — Verzamelde gedichten - 1975 — In den verleden tijd |

## Примечания

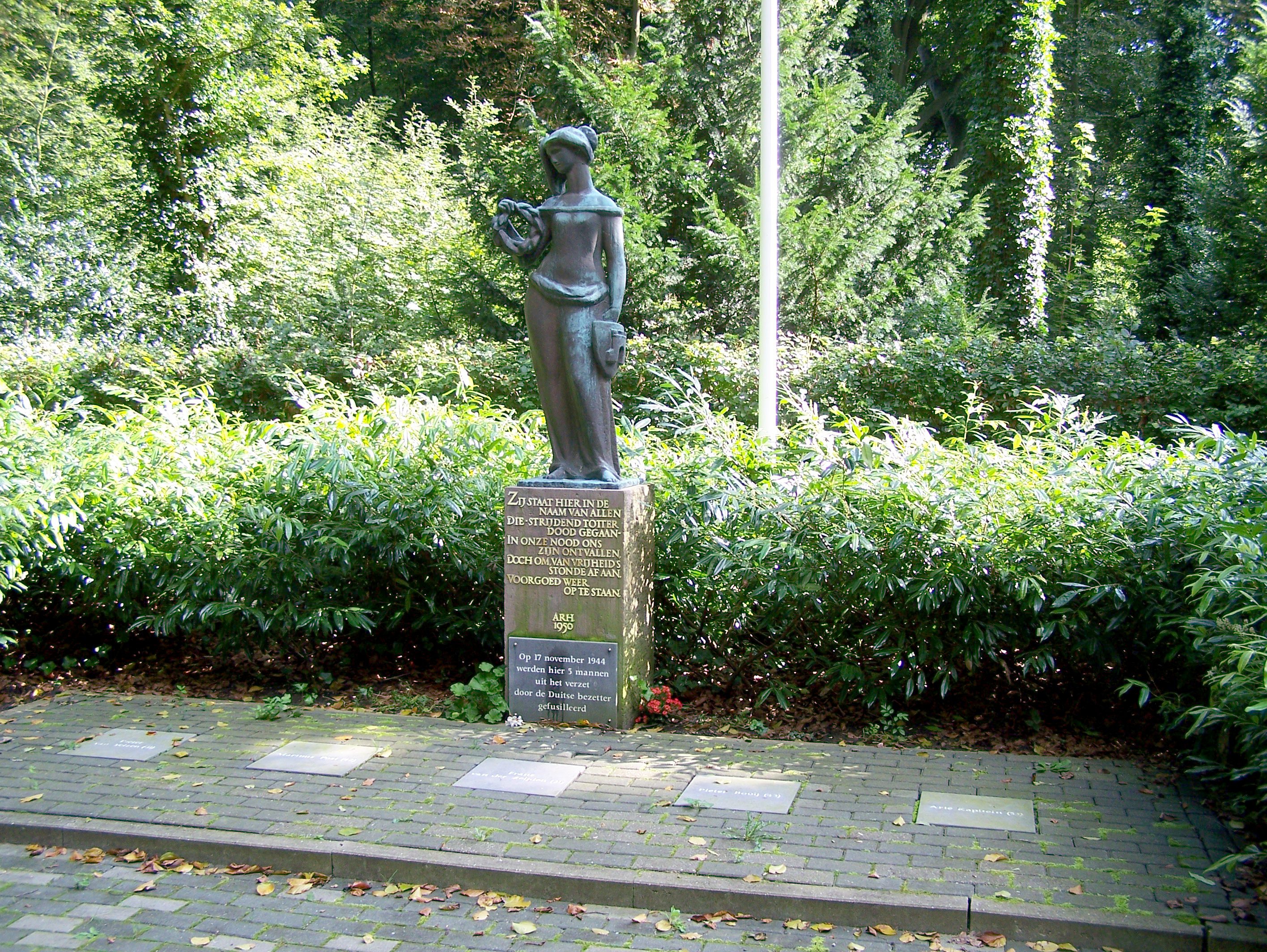
Мемориал «Stedvaag» в Алкмаре авторства :nl:Jeanne Kouwenaar-Bijlo. На пьедестале высечено стихотворение Холста.